# 32 Korpus Armijny (ZSRR)
32 Korpus Armijny – wyższy związek taktyczny Armii Radzieckiej z okresu zimnej wojny.
Po rozpadzie ZSRR korpus przekazany został Ukrainie. W 2003 na jego bazie powstała 36 Samodzielna Brygada Obrony Wybrzeża.

## Struktura organizacyjna
W 1991
- dowództwo
- 126 Dywizja Zmechanizowana[a]
- 157 Dywizja Zmechanizowana[b]
- 301 Brygada Artylerii
- 1398 pułk artylerii przeciwpancernej